# Сем Рукундо
Сем Рукундо (англ. Sam Rukundo; 18 травня 1980) — угандійський професійний боксер.

## Аматорська кар'єра
На Олімпійських іграх 2004 переміг Тахара Тамсамані (Марокко) і Алека де Єсус (Пуерто-Рико), а у чвертьфіналі програв Мурату Храчову (Росія) — 18-31.

## Професіональна кар'єра
Відразу після Олімпіади дебютував на професійному рингу. 2007 року виграв вакантний титул чемпіона Африки у легкій вазі. Не знав поразок у 16 боях. Програв у чотирьох останніх в кар'єрі боях, у тому числі українцю Віктору Постолу 13 березня 2011 року.